# Vergennes (Illinois)
Vergennes és una població dels Estats Units a l'estat d'Illinois. Segons el cens del 2000 tenia 491 habitants.

## Demografia
Segons el cens del 2000, Vergennes tenia 491 habitants, 120 habitatges, i 93 famílies. La densitat de població era de 526,6 habitants/km².
Dels 120 habitatges en un 50% hi vivien nens de menys de 18 anys, en un 58,3% hi vivien parelles casades, en un 14,2% dones solteres, i en un 22,5% no eren unitats familiars. En el 19,2% dels habitatges hi vivien persones soles el 10,8% de les quals corresponia a persones de 65 anys o més que vivien soles. El nombre mitjà de persones vivint en cada habitatge era de 2,75 i el nombre mitjà de persones que vivien en cada família era de 3,16.
Per edats la població es repartia de la següent manera: un 52,1% tenia menys de 18 anys, un 7,1% entre 18 i 24, un 23,6% entre 25 i 44, un 10,8% de 45 a 60 i un 6,3% 65 anys o més.
L'edat mediana era de 18 anys. Per cada 100 dones de 18 o més anys hi havia 104,3 homes.
La renda mediana per habitatge era de 36.458 $ i la renda mediana per família de 39.028 $. Els homes tenien una renda mediana de 27.500 $ mentre que les dones 18.333 $. La renda per capita de la població era de 8.574 $. Aproximadament el 16,9% de les famílies i el 19,1% de la població estaven per davall del llindar de pobresa.

## Poblacions més properes
El següent diagrama mostra les poblacions més properes.